# Vůz Btn755 ČD
Přípojný vůz řady Btn755 (do 1. ledna 2009 řada 053) vznikl úpravou 80 vozů Btn750 jako přípojný vůz k motorovým vozům řad 852 a 853.

## Konstrukce
Skříň vozu vychází z typu UIC-Y, podvozky jsou dvounápravové bezrozsochové typu VÚKV 8-802.0 a 8-802.1. Topení je teplovodní nezávislé, použity jsou dva naftové agregáty typu VA 20. Instalováno je nucené větrání, v případě nízkých teplot je použita recirkulace vzduchu, větrání je rovněž možné pomocí polospouštěcích oken. Interiér je rozdělen příčkou na dva velkoprostorové oddíly s pěti a šesti fiktivními oddíly a uspořádáním sedadel 2+2. Oproti vozům Btn750 byla odstraněna jedna umývárna a na jejím místě vznikl prostor pro vlakovou četu

## Vývoj, výroba a provoz
Vozy byly vyrobeny v letech 1969 a 1970 ve dvou šedesátikusových sériích. Provozovány byly především s motorovými vozy řad 852 a 853, později i jejich modernizovanou verzí 854, případně jinými velkými motorovými vozy. Při přečíslování v roce 1995 bylo v Česku evidováno 84 těchto vozů, na Slovensku pak 14. Všech 14 slovenských vozů se dočkalo konce provozu 1. srpna 2006. V letech 2007 a 2008 byly už jako zrušené odkoupeny Českými drahami za účelem modernizace na vozy řady Bdtn756.

## Modernizace a úpravy
Všech 80 vozů bylo postupně do roku 2013 zmodernizovány na řadu Bdtn756/757 a řada Btn755 tak zanikla.

## Technické parametry
- počet míst k sezení/stání: 88/?
- délka přes nárazníky: 24 500 mm
- maximální rychlost: 120 km/h
- hmotnost: 34 t
- uspořádání pojezdu: 2’ 2’